# Marco Nys
Marco Nys (Turnhout, 11 september 1979) is een Belgisch voormalig voetballer. Hij speelde in de Eerste klasse voor KV Mechelen, KV Oostende en STVV.

## Carrière
Nys' profcarrière begint in 2001 bij KV Mechelen. Na één seizoen promoveert hij met de club naar de Eerste klasse en speelt er in zijn eerste seizoen 24 wedstrijden. Na een jaar bij toenmalig tweedeklasser FC Denderleeuw keerde hij in 2004 terug in de Eerste klasse, bij de toenmalige promovendus KV Oostende. Oostende zakte na één seizoen terug naar de tweede klasse, maar Nys bleef in eerste klasse bij STVV. In januari 2007 trok hij naar KVK Tienen en in 2009 naar derdeklasser White Star Woluwe.
Na zijn carrière als topsporter werd Nys personal trainer.